# Erik Swedlund

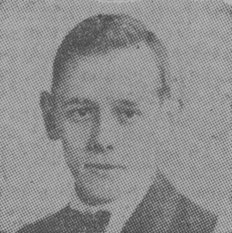
Erik Swedlund

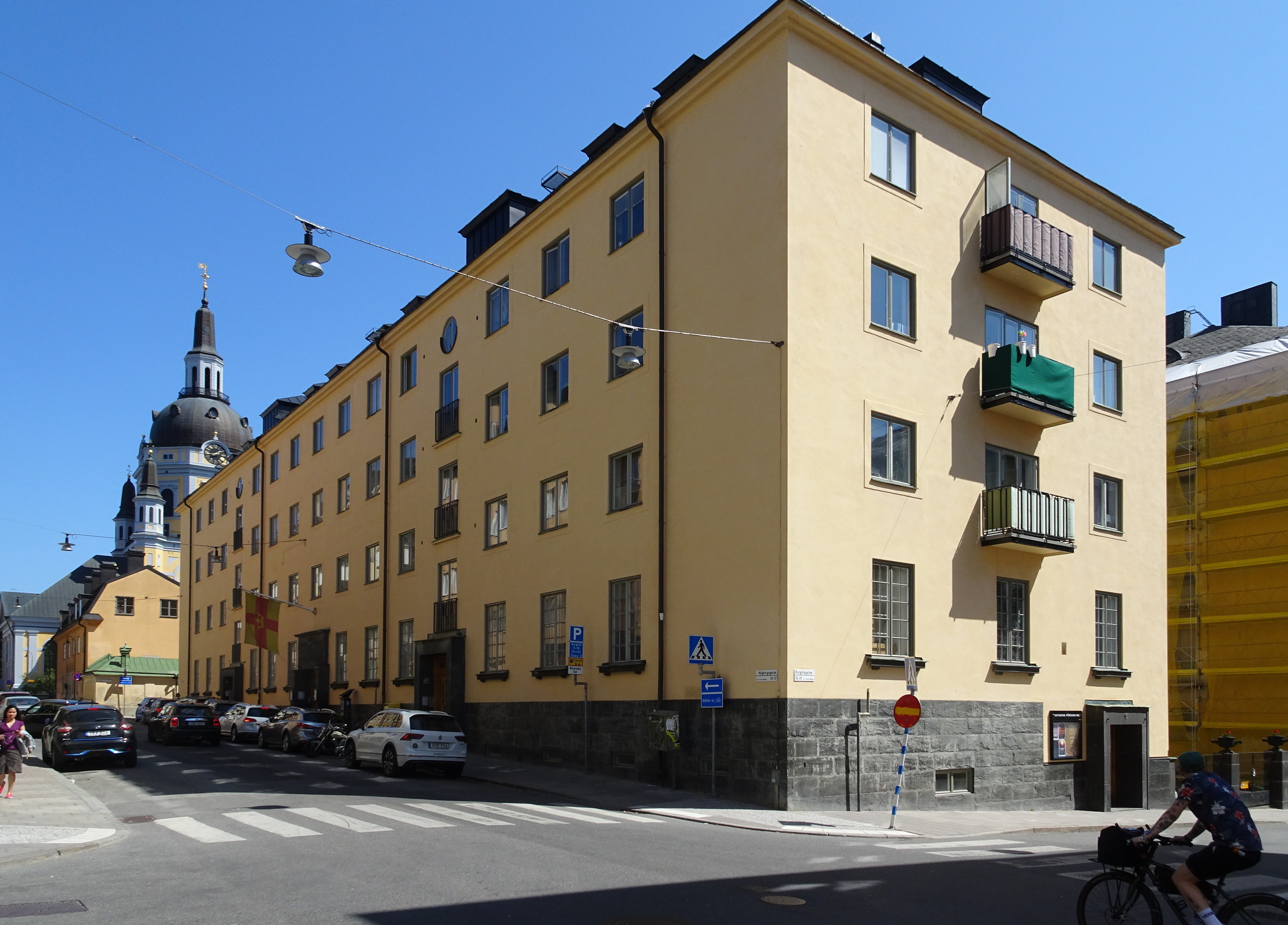
Katarina församlingshus

Erik Swedlund född 3 oktober 1899 i Jönköping, död 14 mars 1985 i Stockholm, var en svensk arkitekt.
Efter examen vid Kungliga tekniska högskolan 1924 kom han till John Åkerlunds arkitektkontor där han gick under smeknamnet Swed. Han arbetade på kontoret hela yrkeslivet, samt hos sonen Lars Åkerlund. Han kom att medverka i projekteringen av ett stort antal byggnader, bland annat Norrbackainstitutet, Sigtunastiftelsens olika anläggningar, Bolidsbolagets samhällen i Rönnskär, Boliden, Laver, samt Realskola i Vaxholm och Sjöbefälsskola och Tekniskt gymnasium i Kalmar.
Swedlund deltog framgångsrikt i flera arkitekttävlingar. Hans förslag till nytt församlingshus för Katarina församling i Stockholm belönades med 3:e pris, men kom att realiseras.
I unga år var Erik Swedlund elitgymnast.